# Lymantria brunneiplaga
Lymantria brunneiplaga är en fjärilsart som beskrevs av Swinhoe 1903. Lymantria brunneiplaga ingår i släktet Lymantria och familjen tofsspinnare. Inga underarter finns listade i Catalogue of Life.

## Bildgalleri

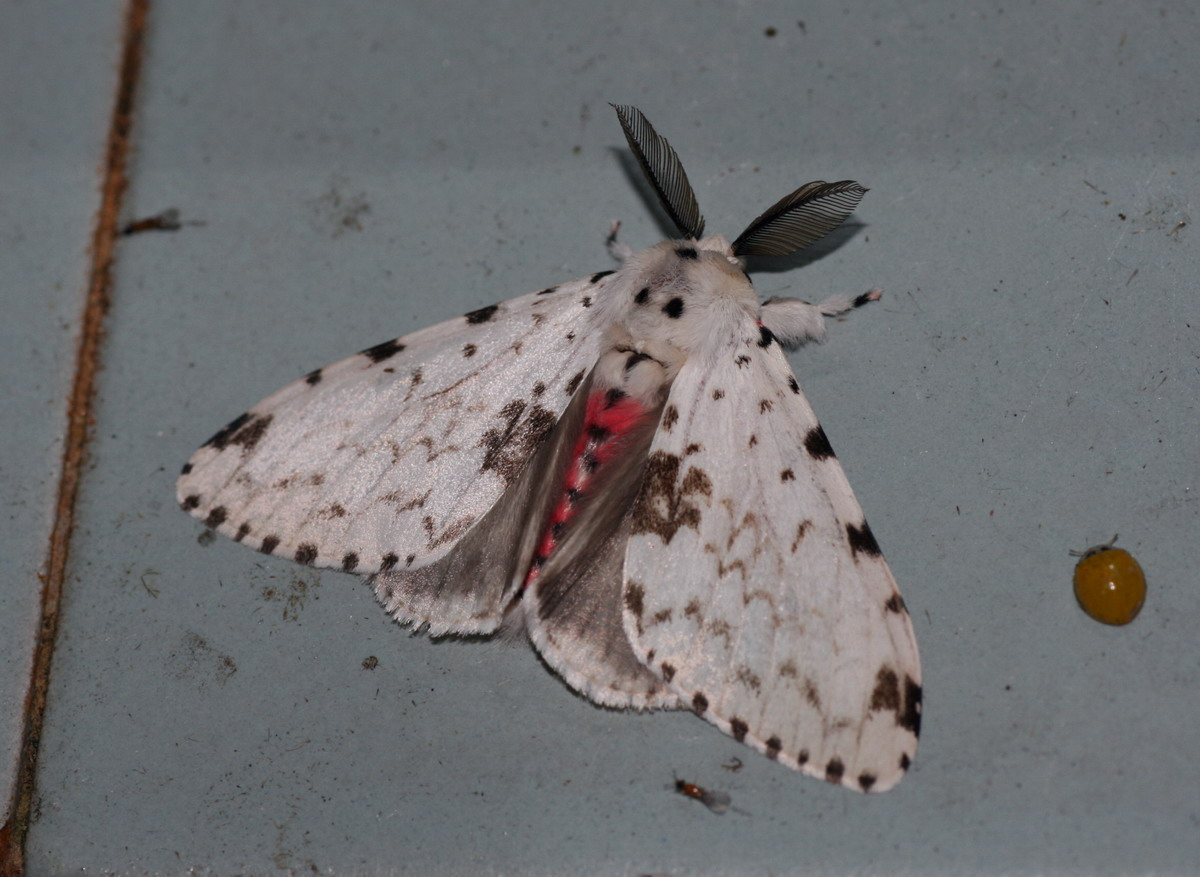